# Les Enfers
Les Enfers is een gemeente en plaats in het Zwitserse kanton Jura, en maakt deel uit van het district Franches-Montagnes.

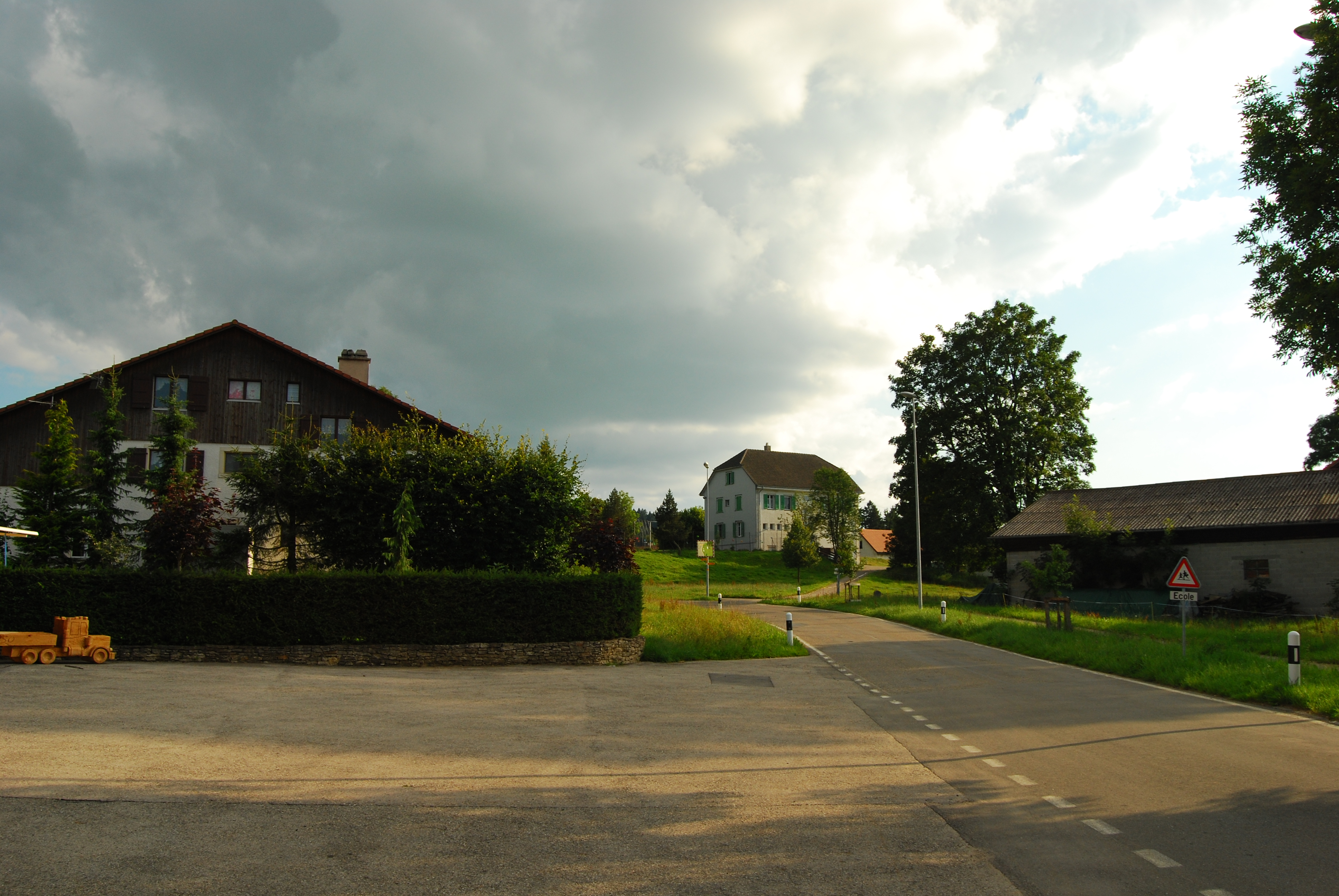
Les Enfers

## Bevolking
- 1870: 287
- 1900: 194
- 2009: 141
- 2011: 156

Het merendeel spreekt Frans (84,6%) en leeft van landbouw en veeteelt.

## Geschiedenis
In de 14de eeuw behoorde het land tot het Bisdom van Basel. Van 1793-1815 behoorde het tot Frankrijk. Na het Congres van Wenen werd het een deel van het kanton Bern en sinds 1 januari 1979 behoort het tot het nieuwe kanton Jura.
Werkkamp Les Enfers
Tijdens de Tweede Wereldoorlog was hier een van de Zwitserse werkkampen. Het werd in 1943 geopend. In juli 1944 waren er 120 Italianen, 27 Nederlanders en een Engelsman geïnterneerd, allen vluchteling; onder wie de Nederlanders Ewoud Doerrleben en Maarten Cieremans.